# Петраускас, Римвидас
Римвидас Петраускас (лит. Rimvydas Petrauskas; род. 21 октября 1972, Вильнюс) — литовский историк; профессор (2010), действительный член Академии наук Литвы, с 1 апреля 2020 года ректор Вильнюсского университета (избран 22 января 2020 года).

## Биография
Родился в Вильнюсе, окончил Вильнюсскую 44-ю среднюю школу (1990). В 1990—1997 годах учился на историческом факультете Вильнюсского университета; магистр истории.
C 1998 года работал в Вильнюсском университете на кафедре истории древности и средних веков. Стажировался в Базельском университете, Свободном университете Берлина, Грайфсвальдском университете, Ягеллонском университете в Кракове, Институте Гердера в Марбурге. В 2001 году в Вильнюсском университете защитил диссертацию на соискание степени доктора наук о составе и структуре литовской знати конца XIV — XV веков („Lietuvos diduomenė XIV a. pabaigoje – XV a.: sudėtis – struktūra – valdžia“).
С 2007 года — заведующий кафедрой истории древности и средних веков исторического факультета ВУ; профессор (2010). С 2012 по 2020 год — декан исторического факультета ВУ. Состоял членом Совета по науке Литвы (2008—2013) и других различного рода экспертных органах. С 2012 года член международной исторической комиссии по исследованию Немецкого ордена („Internationale Historische Kommission zur Erforschung des Deutschen Ordens“). С 2013 года член Научного общества в Торуне („Towarzystwo Naukowe w Toruniu“. Член редакционных коллегий научных журналов и сериальных изданий „Lietuvos istorijos metraštis“ (с 2006 года), „Istorijos šaltinių tyrimai“ (с 2008 года), „Ukraina Lithuanica: студiї з iсторiї Великого князiства Литовського“ (c 2009 года), „Lietuvos istorijos studijos“ (nuo 2013 года), „Rocznik Lituanistyczny“ (с 2015 года), „Studies in modern and contemporary history“ (с 2014 года), „Studia Źródłoznawcze. Commentationes“ (с 2016 года). Председатель редакционной коллегии серии „Fontes et studia historiae universitatis Vilnensis“ (с 2015 года).
В январе 2020 года избран 86-м ректором Вильнюсского университета; приступил к обязанностям 1 апреля 2020 года, в 441-ю годовщину учреждения университета.

## Научная деятельность
Область научных интересов охватывает политическую и социальную историю Великого княжества Литовского XIII—XVI веков и рецепцию современным обществом Средневековья. Автор научных статей на английском, литовском, немецком, польском, русском языках; подготовил и выпустил несколько источников. 

### Труды
- R. Petrauskas. Lietuvos Didžioji Kunigaikštystė: politika ir visuomenė vėlyvaisiais Viduramžiais. Vilnius: Lietuvių katalikų mokslo akademija: Naujasis Židinys-Aidai, 2017, 447 p. ISBN 9786098163124
- R. Petrauskas. Galia ir tradicija: Lietuvos Didžiosios Kunigaikštystės giminių istorijos, Vilnius: „Baltų lankų“ leidyba, 2016, 318 p.: iliustr., faks., portr. ISBN 9789955238867.
- R. Petrauskas (kartu su Dangiru Mačiuliu ir Dariumi Staliūnu). Kas laimėjo Žalgirio mūšį?: istorinio paveldo dalybos Vidurio ir Rytų Europoje. Vilnius: Mintis, 2012, 294 p. ISBN 9785417010477.
- R. Petrauskas (kartu su Dariumi Baronu ir Artūru Duboniu). Lietuvos istorija. T 3, XIII a. – 1385 m. Valstybės iškilimas tarp Rytų ir Vakarų. Vilnius: Baltos lankos, 2011, 615 p. ISBN 9955584912 (bendras), ISBN 9789955235668 (t. 3).
- R. Petrauskas (kartu su Jūrate Kiaupiene). Lietuvos istorija. T. 4: Nauji horizontai: dinastija, visuomenė, valstybė. Lietuvos Didžioji Kunigaikštystė 1386–1529 m. Vilnius: „Baltų lankų“ leidyba, 2009, 551 p., iliustr. ISBN 9789955232391.
- R. Petrauskas. Lietuvos diduomenė XIV a. pabaigoje – XV a.: sudėtis – struktūra – valdžia. Vilnius: Aidai, 2003, 379 p. ISBN 995544567X.

## Награды и звания
- 2003, 2009 — премия Ректора Вильнюсского университета за научные труды.
- 2018 — Рыцарский крест Ордена Великого князя Литовского Гядиминаса
- 2019 — Кавалерский крест ордена «За заслуги перед Польской Республикой»[4].
- 2019 — Научная премия Литвы.